# Stod Volley
Stod Volley est un club norvégien de volley-ball fondé en 1983 et basé à Stod, évoluant pour la saison 2017-2018 en 3.divisjon Kvinner.

## Palmarès
- Championnat de Norvège
  - Vainqueur : 2012, 2014[2]2015[3]
  - Finaliste : 2013.

## Effectifs

### Saison 2014-2015
Entraîneur :  André Fernando Sá